# 名草豊成
名草 豊成（なくさ の とよなり）は、平安時代初期の貴族。姓は直のち宿禰。名草島守の孫。官位は従五位下・駿河介。

## 出自
名草氏（名草直）は紀伊国造の一族。豊成の男系の祖先は宗像氏（宗像直）であり、曾祖父・宗像横根が名草弟日の娘を娶り、所生の島守が養老5年（721年）に母姓を冒して名草姓を名乗ったという。

## 経歴
紀伊国出身。天長7年（830年）大学博士、承和4年（837年）直講を経て、承和8年（841年）外従五位下・助教に叙任される。また承和6年（839年）正六位上の位階にあった際、一族の安成と共に宿禰姓を賜与され、右京四条四坊に貫附されている。承和11年（844年）駿河介に任ぜられるが、年老いていたことから遙任であり、地方官の俸禄をもって教授するための資金に充てたという。
文徳朝の仁寿4年（854年）従五位下に叙せられるが、同年8月25日卒去。享年83。最終官位は散位従五位下。

## 官歴
『六国史』による。
- 天長7年（830年） 日付不詳：大学博士
- 承和4年（837年） 日付不詳：直講
- 時期不詳：正六位上
- 承和6年（839年） 9月23日：直姓から宿禰姓に改姓、貫附右京四条四坊
- 承和8年（841年） 日付不詳：助教。11月20日：外従五位下
- 承和11年（844年） 正月：駿河介
- 仁寿4年（854年） 正月7日：従五位下（内位）。8月25日：卒去（散位従五位下）

## 人物
若い頃から老荘を学び、年を取ってからは五経を読解した。義理を通す性格で、弟子として多くの学生が属していたという。